# Premio Albertine
El Premio Albertine es un premio literario concedido a obras francesas que ha sido reconocido públicamente en los Estados Unidos. Es otorgado por los Servicios Culturales de la Embajada de Francia en Estados Unidos, con el apoyo financiero de la compañía Van Cleef & Arpels.

## Historia
Creado en 2017, el propósito de este premio no es otro que reconocer la presencia de la literatura francesa contemporánea en la sociedad estadounidense. El premio es otorgado por la Librería Albertine, que fue creada por Antonin Baudry, antiguo consejero cultural de la Embajada de Francia en Nueva York. Un comité de selección nomina a una lista de novelas cada año, y los lectores votan el ganador en la página web de la Librería Albertine. El ganador se lleva un premio de 10.000 $ que se divide entre autor y traductor. Además, se entrega el premio Albertine Jeunesse a un libro destacado dirigido a los jóvenes lectores. El ganador es elegido por niños de edades comprendidas entre los 3 y los 14 años, agrupados en cuatro categorías por edad.

## Ganadores

### 2020
La lista fue anunciada el 14 de octubre de 2020 y la votación permanecerá abierta hasta el 24 de noviembre de 2020.
|  | Autor                 | Título                  | Traductor       | Editorial                      |
|  | --------------------- | ----------------------- | --------------- | ------------------------------ |
|  | Jean-Baptiste Del Amo | Animalia                | Frank Wynne     | Grove, 2019                    |
|  | Yannick Haenel        | Retener Su Corona       | Teresa Fagan    | Otros Prensa, 2019             |
|  | Lyonel Trouillot      | Kannjawou               | Gretchen Schmid | Schaffner Prensa, 2019         |
|  | Virginie Despentes    | Vernon Subutex 1        | Frank Wynne     | Farrar, Strauss y Giroux, 2019 |
|  | Zahia Rahmani         | "Musulmán" : Una Novela | Matt Reeck      | Profunda Papel, 2019           |

### 2019
Entre los seleccionadores, aparte del personal de la Librería Albertine y el Departamento de la Embajada de Francia, se encontraban el crítico literario francés François Bushnel y la escritora estadounidense Lydia Davis.
|           | Autor            | Título                | Traductor         | Editorial                |
| --------- | ---------------- | --------------------- | ----------------- | ------------------------ |
| Ganador   | Negar Djavadi    | Disoriental           | Tina Kover        | Europa Ediciones De 2018 |
| Finalista | Gaël Faye        | Pequeño País          | Sarah Ardizzone   | Hogarth Press, 2016      |
| Finalista | Éric Vuillard    | A la Orden del Día    | Mark Polizzotti   | Otros Prensa, 2018       |
| Finalista | Leïla Slimani    | La Perfecta Niñera    | Sam Taylor        | Penguin Books 2018       |
| Finalista | Nathacha Appanah | La espera para Mañana | Geoffrey Strachan | Graywolf Press, 2018     |

### 2018
Entre los seleccionadores estaban el personal de la Librería Albertine, el Departamento de la Embajada de Francia, el crítico francés François Bushnel y la escritora estadounidense Lydia Davis.
|           | Autor           | Título           | Traductor         | La Información De La Publicación                 |
| --------- | --------------- | ---------------- | ----------------- | ------------------------------------------------ |
| Ganador   | Anne Garreta    | No es un día     | Emma Ramadán      | Profunda Papel Prensa, 2017                      |
| Finalista | Alain Mabanckou | Negro Moisés     | Helen Stevenson   | La Nueva Prensa, 2017                            |
| Finalista | Mathias Énard   | Brújula          | Charlotte Mandell | Las Nuevas Direcciones De La Publicación De 2017 |
| Finalista | Édouard Louis   | El Final de Eddy | Michael Lucena    | Farrar, Straus y Giroux, 2017                    |
| Finalista | Christine Angot | Incesto          | Tess Lewis        | El Archipiélago De Los Libros De 2017            |

### 2017
Entre los seleccionadores, aparte del personal de la Librería Albertine y el Departamento de la Embajada de Francia, se encontraban el crítico literario francés François Bushnel y la escritora estadounidense Lydia Davis.
|           | Autor              | Título                   | Traductor         | Edición                          |
| --------- | ------------------ | ------------------------ | ----------------- | -------------------------------- |
| Ganador   | Antoine Volodine   | Bardo O No El Bardo      | J. T. Mahany      | Carta Abierta de los Libros 2017 |
| Finalista | Ananda Devi        | La víspera de Sus Ruinas | Jeffrey Zuckerman | Profunda Papel 2016              |
| Finalista | Maylis de Kerangal | El corazón               | Sam Taylor        | Farrar, Straus y Giroux, 2016    |